# Campus de Chengdu
Le Campus de Chengdu (chinois : 成都学院 ; pinyin : chéngdū xuéyuàn est une université créée en 1978 et situé sur la municipalité de Chengdu, dans la province du Sichuan, en République populaire de Chine.
En 1978 est créée l'université de Chengdu (成都大学).
En 2003 elle devient le Campus de Chengdu (成都学院).